# Chlorobaculum tepidum
Espèce
Synonymes
Chlorobium tepidum
Chlorobaculum tepidum ou (anciennement Chlorobium tepidum) est une espèce de bactéries phototrophes anaérobies qui est aussi un thermophile. En tant que membre de la famille des Chlorobiaceae, c'est un organisme type des bactéries vertes sulfureuses.

## Milieu
Les habitats de cette bactérie comprennent des eaux anoxiques et riches en sulfures, de la boue, des sédiments, des tapis microbiens et même des consortia microbiens. Les cellules de cette bactérie sont des bâtonnets non mobiles gram-négatifs de différentes longueurs qui photo-oxydent les composés soufrés réduits. C. tepidum a été isolé dans certaines sources d'eau chaude néo-zélandaises à haute teneur en sulfure acide. Dans des conditions photoautotrophiques, le taux de croissance de cette bactérie est plus rapide que tout autre phototrophe anaérobie, car les générations sont produites toutes les deux heures environ. C'est donc un candidat idéal pour l'étude de la photosynthèse et de l'autotrophie des bactéries vertes. 
Contrairement aux plantes, les bactéries soufrées vertes utilisent principalement des ions sulfure comme donneurs d'électrons. Ce sont des autotrophes qui utilisent le cycle inverse de l'acide tricarboxylique pour fixer le dioxyde de carbone. Des bactéries soufrées vertes ont été trouvées à des profondeurs allant jusqu'à 145 m dans la mer Noire, avec une faible disponibilité de lumière.

## Expérimentation

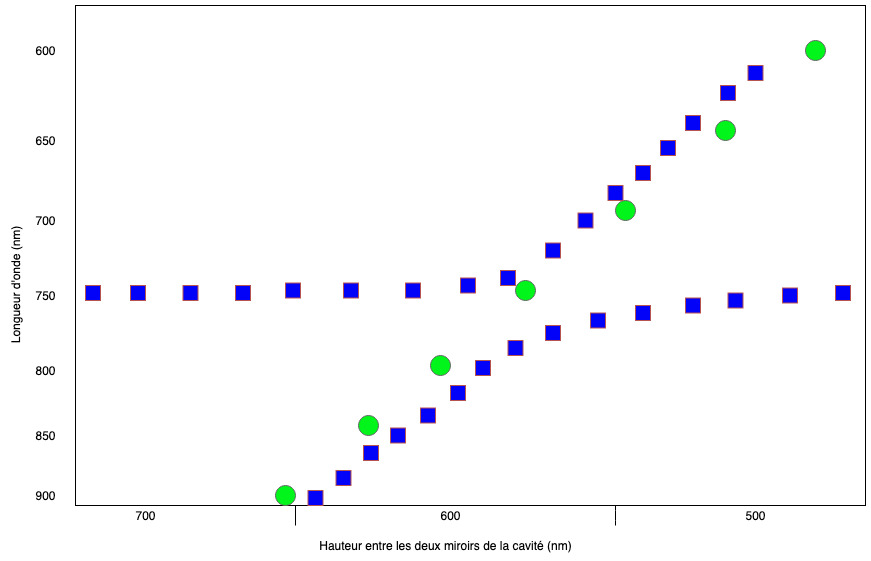
Schéma illustrant l'intrication quantique de Chlorobaculum tepidum, d'après les résultats obtenus par David Coles (2017). Ronds vert: trajectoire nominale de la lumière normalement attendue chez des organismes semblables en interaction avec la lumière.
Carrés bleus: trajectoire effectivement observée expérimentalement par Coles (2018), montrant l'interaction avec les photons.

En 2017, des chercheurs (Coles et al.) sont parvenus à faire entrer cette bactérie dans un état dit « quantique »: enfermées dans une cavité, des bactéries  Chlorobaculum tepidum ont interrompu la transmission d'un faisceau lumineux. D'après les connaissances accumulées jusqu'alors, ce faisceau aurait dû s'échapper linéairement. Or il s'est éteint pile à 750 nm, soit la longueur d'onde caractéristique d'une intrication quantique entre les antennes des bactéries et les particules de lumière (ronds rouges). Preuve que durant un instant, les bactéries sont devenues « quantiques ». 
Le dispositif expérimental consistait en une paire de minuscules miroirs sans tain se faisant face et réfléchissant continûment la lumière.
Les chercheurs ont donc piégé des particules de lumière dans leur cavité. Les photons se sont figés sous la forme d'ondes stationnaires - comme une vague immobile à la surface d'un liquide piégé entre deux parois d'un récipient qui oscille légèrement. Les bactéries se sont mises à pulser au rythme de l'onde lumineuse. Durant une fraction de seconde, le vivant s'est synchronisé avec la lumière pour devenir quantique: impossible de distinguer la bactérie de la lumière.
Selon Chiara Marletto de l'université d'Oxford (qui a participé à l'expérience): « Nous avons obtenu la preuve expérimentale et théorique que plusieurs bactéries se sont intriquées avec la lumière et se sont comportées comme des objets quantiques.»

## Synonymes
- Chlorobium tepidum